# Professional Game Match Officials Limited
Professional Game Match Officials Limited (PGMOL) ist die Schiedsrichter-Organisation im englischen Profifußball.
Nachdem sie zuvor als Professional Game Match Officials Board (PGMOB) bekannt war, wurde die Schiedsrichter-Organisation PGMOL im Jahr 2001 mit der Professionalisierung der englischen Schiedsrichter gegründet und stellt seitdem die Schiedsrichter für alle Spiele in der Premier League, in der English Football League (EFL) und in den FA-Wettbewerben. Damit war England 2001 weltweit das erste Land, das professionelle Fußballschiedsrichter in seiner höchsten Spielklasse einführte. PGMOL ist eine Non-Profit-Organisation im Besitz der Premier League, der EFL und der FA und wird von diesen finanziert. PGMOL bestimmt die Select Group und ist verantwortlich für die Ausbildung, Entwicklung und Betreuung von derzeit 117 Schiedsrichtern und 177 Schiedsrichterassistenten, darunter befinden sich die 22 hauptberuflichen Schiedsrichter der höchsten Kategorie (Select Group One). Chief Refereeing Officer ist der ehemalige Weltklasse-Schiedsrichter Howard Webb.